# FC Reading (Frauenfußball)
Der Reading Football Club Women, kurz FC Reading, ist ein Frauenfußballklub aus Reading der dem Women’s Championship angehört.

## Geschichte
Der Reading FC startete seine Frauenfußballabteilung im Jahr 2006. In den ersten 2 Jahren schaffte der Verein zwei Aufstiege: der Sieg der Southern Region Women’s Football League und der South West Combination Women’s Football League.
2010 gelang dem Verein der Aufstieg in die FA Women’s Premier League National Division. In der ersten Saison in der FA Women’s Premier League National Division belegte Reading den dritten Platz, verlor jedoch Topschützin Nikki Watts an den Bristol City Women’s Football Club. Nach einem Abstieg schaffte es der Verein erneut aufzusteigen.
2014 kam der Verein in der FA Women’s Super League 2. Nach einer Saison schaffte es der Klub in die Women’s Super League aufzusteigen. Nach einigen Jahren in der ersten Liga stieg der Verein 2023 ab.

## Stadion
Der Verein trägt seine Heimspiele seit 2015 im Madejski Stadium aus.